# ماساشی هاندا
تاداشی هاندا (ماساشی هاندا ، 9 ژوئیه 1953  -) مورخ ژاپنی است . او استاد برجسته دانشگاه توکیو . مدیر سابق انستیتوی فرهنگ شرقی در این دانشگاه و پژوهشگر تاریخ جهان و تاریخ تطبیقی است .